# Chris Sawyer
 Der er for få eller ingen kildehenvisninger i denne artikel, hvilket er et problem. Du kan hjælpe ved at angive troværdige kilder til de påstande, som fremføres i artiklen.

Chris Sawyer er en programmør fra Skotland. Han er kendt for bl.a. Transport Tycoon, Locomotion og hans største succes, RollerCoaster Tycoon.

## Ekstern henvisning
- Chris Sawyer på Internet Movie Database (engelsk)
- Chris Sawyer på MobyGames (engelsk)